# 마츠모토 시노부 (배우)
마츠모토 시노부(일본어: 松本 忍 まつもと しのぶ[*], 1973년 12월 18일 ~ )는 일본의 성우이다. 오사카부 출신. 마우스 프로모션 소속.

## 출연 작품

### TV 애니메이션
2011년
- 작안의 샤나 3(사레 하비히츠부르크)
- 소프테니(미시마기 요우)

2020년
- 마왕학원의 부적합자(구스타 라이제오)